# Brenda Song
Brenda Song, född 27 mars 1988 i Carmichael, Kalifornien, är en amerikansk skådespelerska och sångerska. Hon är bland annat känd för att ha medverkat i Disney Channels produktioner.

## Biografi
Song är av hmong och thaiamerikansk härstamning. Hon började uppträda som skådespelare och fotomodell vid sex års ålder. Hennes första TV-framträdande var i pizzaföretaget Little Caesars reklam. Hon har varit gäst i flera avsnitt i Disney Channel-serien Phil från framtiden, där hon spelar Tia. Hon har även spelat Natasha i Disney-filmen Stuck in the Suburbs. 
Songs förmodligen mest kända skådespelarroll är London Tipton, den rika och bortskämda arvtagerskan som Song spelar i två av Disney Channels serier, Zack och Codys ljuva hotelliv och Det ljuva havslivet.

## Filmografi
| År        | Titel                          | Roll                 | Andra noteringar      |
| 2019-2022 | Amphibia                       | Anne Boonchuy        |                       |
| 2019      | Secret obsession               | Jennifer             |                       |
| 2012–2013 | Scandal                        | Alissa               | 4 avsnitt             |
| 2010      | Social Network                 | Christy              |                       |
| 2009      | College Road Trip              | Nancy                |                       |
| 2008-2010 | Det ljuva havslivet            | London Tipton        |                       |
| 2007      | Wendy Wu: Homecoming Warrior   | Wendy Wu             |                       |
| 2005-2007 | Zack och Codys ljuva hotelliv  | London Tipton        |                       |
| 2004      | Stuck in the Suburbs           | Natasha Kwan-Shwartz |                       |
| 2004      | Phil från framtiden            | Tia                  | (8 episoder)          |
| 2003      | One on One                     | Asanti               | (Bara i en episod)    |
| 2003      | That's So Raven                | Amber                | (Bara i en episod)    |
| 2002      | The George Lopez Show          | Popular Girl #2      | (Bara i en episod)    |
| 2002      | The Nightmare Room             | Skådespelerska       | (Bara i en episod)    |
| 2002      | The Bernie Mac Show            | Shannon              | (Bara i en episod)    |
| 2002      | Get a Clue                     | Jennifer             |                       |
| 2001      | Judging Amy                    | Vanessa Pran         | (Bara i en episod)    |
| 2001      | Cityakuten                     | Lynda An             | (Bara i en episod)    |
| 2001      | Bette                          | Stacey               | (Bara i en episod)    |
| 2001      | Sjunde himlen                  | Cynthia              | (Bara i två episoder) |
| 2000      | The Ultimate Christmas Present | Samantha Kwan        |                       |
| 1999      | 100 Deeds for Eddie McDowd     | Shariffa Chung       |                       |